# Агге, Свен
Свен Агге (швед. Sven Agge; 16 июня 1925, Сильянснес, Коппарберг — 5 февраля 2004, Сильянснес, Даларна) — шведский биатлонист, участник зимних Олимпийских игр 1960 года.

## Биография
Первым крупным международным стартом для Свена стал чемпионат мира 1959 года в итальянском Курмайоре. В индивидуальной гонке, показав лучшую стрельбу среди участников — 6 промахов, завоевал бронзовую медаль. Кроме того, вместе с Адольфом Виклундом и Стуре Улином стал серебряным призёром в неофициальном командном зачёте, результат которого складывался из результатов трёх лучших биатлонистов одной страны в индивидуальной гонке.
Вошёл в олимпийскую сборную Швеции на зимние Олимпийские игры 1960 года в американском Скво-Вэлли, на которых биатлон в современном виде был впервые представлен как дисциплина.
В единственной проводимой гонке — индивидуальной — он стал 16-м среди 30-ти участников, показав 12-е время прохождения дистанции и допустив 9 промахов, за которые к его времени были добавлены 18 штрафных минут.

### Участие в Чемпионатах мира по биатлону
| Год  | Место проведения | Инд |
| 1959 | ЧМ Курмайор      | 3   |

### Участие в Олимпийских играх
| Год  | Место проведения | Инд |
| 1960 | Скво-Вэлли       | 16  |